# Dipoena signifera
Dipoena signifera är en spindelart som beskrevs av Simon 1909. Dipoena signifera ingår i släktet Dipoena och familjen klotspindlar.
Artens utbredningsområde är Vietnam. Inga underarter finns listade i Catalogue of Life.